# Гонесс
Гонесс (фр. Gonesse) — муниципалитет во Франции, в регионе Иль-де-Франс, департамент Валь-д'Уаз. Население — 26 152 человека (2006). Муниципалитет расположен на расстоянии около 16 км северо-восточнее Парижа, 29 км восточнее Сержи.

## Демография
Динамика населения (INSEE):